# Домашний арест (фильм)
«Домашний арест» (англ. House Arrest) — американский комедийный фильм режиссёра и продюсера Гарри Уайнера, снятый в 1996 году и рассказывающий о детях, которые пытаются наладить отношения родителей, находящихся на грани развода.

## Сюжет
Гровер и Стейси Байндорф узнают, что их родители Джанет и Нед решили расстаться. Всячески желая предотвратить развод дорогих им людей, дети пытаются придумать, каким образом это сделать. Друг Гровера в шутку посоветовал запереть родителей в подвале, но дети воплощают этот план в жизнь, объявив, что не выпустят, пока те не решат свои проблемы. В течение нескольких дней об этом узнают лучший друг Гровера Мэтт, местный хулиган Ти Джей и школьная красавица Брук. Они тоже привозят своих родителей в дом Байндорфов и меняют старую дверь подвала на стальную решётку. Подростки хотят наладить отношения взрослых, устраивая для них импровизированные сеансы групповой психотерапии. Родители пытаются выбраться из заточения, а между делом наладить свои отношения. Лишь одного не учли сообразительные дети — в доме напротив живёт престарелый отставной полицейский, отнюдь не утративший профессиональное чутьё…

## В ролях
| Актёр                | Персонаж                                     |
| -------------------- | -------------------------------------------- |
| Кайл Говард          | Гровер Байндорф                              |
| Джейми Ли Кёртис     | Джанет Байндорф                              |
| Кевин Поллак         | Нед Байндорф                                 |
| Эми Сакасиц          | Стейси Байндорф                              |
| Муки Аризона         | Мэтт Финли                                   |
| Уоллес Шон           | Виктор Финли                                 |
| Кэролайн Аарон       | Луиза Финли                                  |
| Алекс Сейц           | Джимми Финли                                 |
| Джош Уолфорд         | Тедди Финли                                  |
| Герберт Рассел       | Ти Джей Крапп                                |
| Кристофер Макдональд | Дональд Крапп                                |
| Шейла Маккарти       | Гвенн Крапп                                  |
| Дженнифер Лав Хьюитт | Брук Фиглер                                  |
| Дженнифер Тилли      | Синди Фиглер                                 |
| Рэй Уолстон          | Шеф Рокко                                    |
| Шелли Хэк            | доктор Эрика Гиллиленд (в титрах не указана) |